# Merica melanostoma
Merica melanostoma là một loài ốc biển, là động vật thân mềm chân bụng sống ở biển trong họ Cancellariidae.

## Phụ loài
- Merica melanostoma melanostoma (Sowerby, G.B. II, 1849) [2]
- Merica melanostoma westralis (Garrard, T.A., 1975) [3]

## Miêu tả
The shell is whitish-orange and cream. Its size varies between 14mm and 38 mm, vàding in a pointed apex. The shells are more globular than the rest thuộc chi, accented with rounded shoulders and deep sutures. The surface is covered with fine nodules.

## Phân bố
Chúng phân bố ở Biển Đỏ, miền tây Ấn Độ Dương, Vịnh Oman, Tây Úc và miền bắc Úc

## Hình ảnh

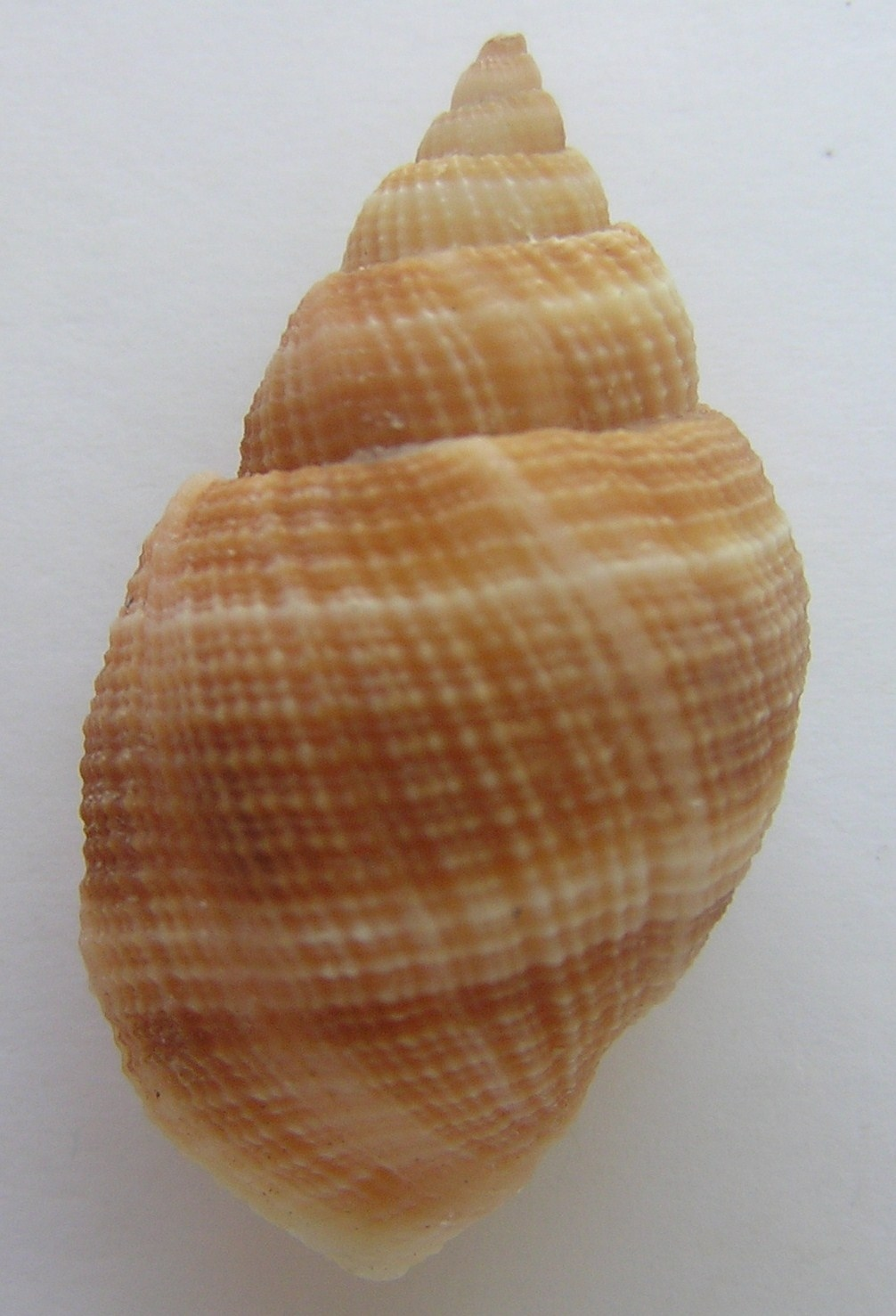